# Bourgery
Bourgery is een Frans historisch merk van motorfietsen.
De bedrijfsnaam was: J. Bourgery, Nogent-le-Rotrou (Eure-et-Loir)
Hoewel er altijd discussie is geweest over wie de eerste motorfiets heeft gebouwd, verdient de jonge Jean Bourgery (1874, Nogent-le-Rotrou) zeker een eervolle vermelding. Michaux-Perreaux bouwden al tussen 1867 en 1869 een tweewieler met een stoommachine, Sylvester Howard Roper deed hetzelfde rond 1868 en Gottlieb Daimler en Wilhelm Maybach bouwden in 1885 de Einspur met benzinemotor. Dit waren allemaal individuele projecten en in het geval van Roper kermisattracties, Heinrich en Wilhelm Hildebrand en Alois Wolfmüller claimden in 1894 de naam "Motorrad" en ze introduceerden de serieproductie, maar een gemotoriseerde fiets was hun Hildebrand & Wolfmüller zeker niet.
In 1893, een jaar voor het verschijnen van de Hildebrand & Wolfmüller, die in Frankrijk als La Pétrolette werd verkocht, had de negentienjarige Jean Bourgery het plan al opgevat om een kleine motor, naar voorbeeld van de De Dion-driewieler, in een fietsframe te monteren.
In 1896 was zijn eerste model klaar. Hij adverteerde zijn Byciclette Automotrice als "Nouvelle combinaison permettant la transformation de toute byciclette en machine munie d'un moteur" (Nieuwe combinatie die het mogelijk maakt om elke fiets om te vormen tot een machine uitgerust met een motor).
Het was feitelijk een fiets, waarbij achter de trapperas een eencilinder kop/zijklepmotor met oppervlaktecarburateur was gemonteerd. Na een eerste proef met tandwielaandrijving was de machine toch uitgerust met kettingaandrijving. Bourgery bouwde tot 1900 twaalf exemplaren. De versie uit 1900 leverde 1¾ pk. Jean Bourgery probeerde aan het einde van de productie zijn motorfietsen weer terug te kopen. Hij kocht er drie en dat zijn de enige nu nog bekende exemplaren.
Bourgery produceerde ook nog een auto en daarna begon hij met de ontwikkeling en productie van elektromotoren.